# Campionati mondiali di pattinaggio di velocità sprint 2009
I campionati mondiali di pattinaggio di velocità sprint 2009 si sono svolti a Mosca, in Russia, dal 17 al 18 gennaio 2009, all'interno del Krylatskoje.

## Medagliere
| Pos.   | Nazione     | Oro | Argento | Bronzo | Totale |
| ------ | ----------- | --- | ------- | ------ | ------ |
| 1      | Cina        | 1   | 0       | 1      | 2      |
| 2      | Stati Uniti | 1   | 0       | 0      | 1      |
| 3      | Giappone    | 0   | 1       | 0      | 1      |
| 3      | Germania    | 0   | 1       | 0      | 1      |
| 5      | Paesi Bassi | 0   | 0       | 1      | 1      |
| Totale | Totale      | 2   | 2       | 2      | 6      |

## Podi
| Eventi             | Oro          | Prestazione | Argento             | Prestazione | Bronzo        | Prestazione |
| Maschile dettagli  | Shani Davis  | 139.560     | Keiichiro Nagashima | 139.720     | Simon Kuipers | 140.450     |
| Femminile dettagli | Wang Beixing | 152.475     | Jenny Wolf          | 153.410     | Yu Jing       | 153.740     |